# Juan Luis Coghen
Juan Luis Coghen Alberdingk-Thijm (* 9. Juli 1959 in Madrid) ist ein ehemaliger spanischer Hockeyspieler. Er gewann 1980 die olympische Silbermedaille.

## Karriere
Juan Luis Coghen gewann 1979 mit der spanischen Mannschaft die Silbermedaille bei den Mittelmeerspielen in Split hinter der jugoslawischen Mannschaft.
Am Herrenwettbewerb bei den Olympischen Spielen 1980 nahmen wegen des Olympiaboykotts nur sechs Mannschaften teil, die in der Vorrunde gegen jede andere Mannschaft antraten. Die Spanier belegten in der Vorrunde mit vier Siegen und einem Unentschieden den ersten Platz und traten im Kampf um die Goldmedaille gegen die in der Vorrunde zweitplatzierte indische Mannschaft an. Das Finale gewannen die Inder mit 4:3. Coghen wirkte in fünf Spielen mit und erzielte sechs Treffer, davon fünf im Spiel gegen Tansania.
Juan Luis Coghen spielte für den Club de Campo Villa de Madrid. Seine Schwester Mercedes Coghen war 1992 Hockey-Olympiasiegerin.